# هایبریج (ویسکانسین)
هایبریج (به انگلیسی: Highbridge) یک منطقهٔ مسکونی در ایالات متحده آمریکا است که در شهرستان اشلند، ویسکانسین واقع شده‌است. هایبریج ۳۰۳٫۸۹ متر بالاتر از سطح دریا واقع شده‌است.